# Martha Albrand
Martha Albrand, bürgerlich Katrin J. Lamon (geboren als Heidi Huberta Freybe 8. September 1910 in Rostock; gestorben 24. Juni 1981 in New York) war eine deutschamerikanische Schriftstellerin, die vor ihrer Emigration unter dem Namen Katrin Holland geschrieben hat.

## Herkunft und Namen
Heidi Huberta Freybe wurde als Tochter der Kaufmannstochter Paula Vick und des Majors Paul Freybe geboren; sie hatte bedingt durch ihren Beruf wechselnde bürgerliche Namen. Ihren ersten Roman veröffentlichte sie mit 16 Jahren (1926) unter dem Pseudonym Katrin Holland, weil sie Sorge hatte, ihre Eltern würden ihren Roman nicht gutheißen. Publiziert hat sie in der Folge unter verschiedenen schriftstellerischen Pseudonymen: Sie trug auch die Namen Christine Lambert, Katrin Loewengard und Loewengard-Griffith. Auch auf dem internationalen Markt findet sich dieses Durcheinander.
Ihr erster Ehemann war der Rechtsanwalt Joseph Maria Loewengard, ihr zweiter Mann in den USA der Industrie-Diamantenhändler Sydney J. Lamon. Einer ihrer Urgroßväter hieß Albrand; diesen Namen verwendete sie seit ihrer Auswanderung in die USA (1937) für ihre ab nun in englischer Sprache geschriebenen Romane. In deutscher Sprache waren ihre Romane unter dem Pseudonym Katrin Holland herausgekommen; der Schweizer Verlag Orell Füssli ließ später auch die Übersetzungen aus dem Englischen unter diesem Namen erscheinen.
Unter dem Namen Kathrin Holland schrieb sie für Geraldine Katt die Rolle für den im Jahr 1937 erschienenen Film Florentine/Wir fahren gegen den Wind, in dem Paul Hörbiger und Hans Holt mitspielten.
Ihre ebenfalls bekannt gewordenen jüngeren Schwestern waren die Schriftstellerin Sibylle Freybe, die unter dem Namen Johanna Sibelius Romane und Filmdrehbücher veröffentlichte, und die Schauspielerin Jutta Freybe; der Journalist Nils von der Heyde war ein Neffe.

## Leben
Freybe ging mit 16 Jahren nach Berlin, arbeitete in einer Chemiefabrik und schrieb unter dem Pseudonym Katrin Holland den Roman Man spricht über Jacqueline, der 1926 bei Ullstein in der Zeitung Die Dame erschien.
Freybe erhielt daraufhin von der Zeitung einen Auftrag, als Reporterin nach Spanien zu reisen und schrieb bei Ullstein weitere Erfolgsromane. Zum Zeitpunkt der Machtübergabe an die Nationalsozialisten 1933 war sie bereits nach Italien an den Ortasee übersiedelt. 1938 erschien im Schweizer Verlag Orell Füssli ihr letzter in deutscher Sprache verfasster Roman Einsamer Himmel. Freybe hatte in Italien nur eine bedingte Schreiberlaubnis und wanderte 1937 in die USA aus, sie selbst beschönigte ihre politischen Probleme und bezeichnete sich nicht als Emigrantin. Seit 1938 hatte sie die US-amerikanische Staatsbürgerschaft und lebte in Holland Farm, Pattenburg, N.J.
Der erste unter dem neuen Pseudonym Martha Albrand verfasste Roman No Surrender spielt in niederländischem, bei ihr genannt holländischem, Widerstand gegen die deutsche Besatzung und wurde 1942 von der The Saturday Evening Post angenommen, mit einem Foto von ihr auf der Titelseite. Es folgten Without Orders und Endure no longer. Albrand wechselte dann das literarische Genre von den Spionageromanen und schrieb fortan Mystery-Romane für einen neuen Massenmarkt in eigens dafür geschaffenen Paperback-Reihen, so bei Ace Books.

## PEN/Martha Albrand Award
An ihrem Lebensende stiftete sie beim US-amerikanischen P.E.N. den „Martha Albrand-Award“. Sie hat sich dabei sowohl von den Berufskollegen der Mystery Writers of America abgesetzt und hat auch keinen Preis für Kriminalliteratur ausgelobt, sondern je einen Preis für Non-Fiction (PEN/Martha Albrand Award) und für eine Autobiografie (PEN/Martha Albrand Award for the Art of the Memoir) gestiftet. Sie selbst hat keine Autobiografie verfasst und keinen Biografen gesucht.

## Auszeichnungen
- Grand prix de littérature policière 1950 für After Midnight (Nach Mitternacht; Les Morts ne parlent plus. Paris: Presses de la cité 1949)

## Werke

### Katrin Holland
- Wie macht man das nur ??? Roman f. Kinder, Mit Illustrationen von Ulla von Both. Oldenburg i. O.: Gerh. Stalling 1930.
- Man spricht über Jacqueline. Roman. Berlin: Ullstein 1926.
- Unterwegs zu Alexander: Ein Liebesroman. Berlin: Ullstein 1932.
- Die silberne Wolke: Ein Roman aus unserer Zeit. Roman. Berlin: Ullstein 1933.
- Babett auf Gottes Gnaden. Roman. Berlin: Ullstein 1934.
- Das Mädchen, das niemand mochte. Roman. Berlin: Ullstein 1935.
- Das Frauenhaus. Roman. Zürich, Leipzig, Orell Füssli Verlag 1935.
- Carlotta Torresani. Roman. Zürich, Leipzig, Orell Füssli Verlag 1938.
- Einsamer Himmel. Roman. Zürich, Leipzig, Orell Füssli Verlag 1938.
- Vierzehn Tage mit Edita. Roman. Zürich, Leipzig, Orell Füssli Verlag 1939.
- Helene. Roman. Zürich, Leipzig, Orell Füssli Verlag 1940.
- The Obsession of Emmet Booth (1957) (writing as Katrin Holland).

### Martha Albrand
Die deutsche Übersetzung jeweils unter dem Namen Katrin Holland
- No Surrender Boston : Little, Brown and Co. 1942; verfilmt 1950 unter dem Titel Captain Carey, U.S.A. von Mitchell Leisen
- Without Orders Boston : Little, Brown and Co. 1943
- Endure No Longer Boston : Little, Brown and Co. 1944
- None Shall Know Boston : Little, Brown and Co. 1945
- Remembered Anger Boston : Little, Brown and Co. 1946
- After Midnight (1948) (Nach Mitternacht, Hamburg : Taurus-Verl. 1950)
- Whispering Hill New York : Random House 1947
- Wait for the Dawn (1950) (Erwarte den Tag, Zürich : Orell Füssli 1950)
- Desperate Moment (1951) (Inferno, Zürich : Orell Füssli 1952)
- The Hunted Woman (1953) (Die gehetzte Frau, Zürich : Orell Füssli 1953)
- Nightmare in Copenhagen (1954) (Gefangene der Angst, Zürich : Orell Füssli 1955)
- The Mask of Alexander (1955) (Geheimnis um Alexander, Zürich : Orell Füssli 1955)
- The Story That Could Not Be Told (1956) aka The Linden Affair (Affäre Linden, Zürich : Orell Füssli 1958)
- A Day in Monte Carlo (1959) (Ein Tag in Monte Carlo, Zürich : Orell Füssli 1958)
- Meet Me Tonight (1960) aka Return to Terror
- The Ball (1961) (Der Ball, Zürich : Orell Füssli 1961)
- A Call from Austria (1963)
- A Sudden Woman (1964)
- The Door fell Shut (1966)
- Rhine Replica (1969)
- Manhattan North (1971) (Mord im Park Heyne 1975)
- Zurich/AZ 900 (1974) (Code Zürich AZ 900, PAL 1978)
- A Taste of Terror (1976) (Die Spur des Bluthundes Bastei 1980)
- Intermission (1978)
- The Other Side of the Moon (Die Fremde in meinem Haus, München : Heyne 1966)
- Miranda (Patricia, Zürich : Buchclub Ex Libris 1961)
- The Dark Side of Love (Die dunkle Seite der Liebe, Zürich : Orell Füssli 1955)